# Кукушка и скворец
«Кукушка и скворец» — советский рисованный мультипликационный фильм Леонида Амальрика и Владимира Полковникова, созданный на киностудии «Союзмультфильм» в 1949 году по одноимённой басне Сергея Михалкова.

## Сюжет
Главные герои мультфильма — птицы, хорошо знакомые нам — кукушка и скворцы. У скворцов вылупились маленькие скворчата, и семья очень рада такому счастливому событию. С этой радостью скворцов пришёл поздравить воробей. Семья скворцов стала намного больше, и это замечательно. Радостный отец исполнил волшебную трель, на которую прилетела кукушка. Она не разделила радости скворцов, ведь по её убеждению лучше быть одной, чем вместе с семьёй. Кукушка не высиживает своих птенцов, всё поёт и танцует. Но в минуту опасности, перед Коршуном, Кукушка оказывается совершенно одна и не справляется. А скворцы всей семьёй дают врагу отпор.

## Отличие от книги
- В мультфильме коршун сначала съедает кукушку, а потом, пробуя напасть на скворцов, получает от них сдачи и улетает, в книге — наоборот.

## Создатели
- Сценарий — Сергея Михалкова
- Режиссёры — Леонид Амальрик, Владимир Полковников
- Художник-постановщик — Александр Трусов
- Композитор — Юрий Никольский
- Оператор — Николай Воинов
- Звукооператор — Николай Прилуцкий
- Ассистент режиссёра — Ирина Кульнёва
- Художники-мультипликаторы: Надежда Привалова, Фёдор Хитрук, Александр Беляков, Дмитрий Белов, Лев Попов, Борис Петин, Иосиф Старюк
- Роли озвучивали:
  - Мария Бабанова — кукушка
  - Чеслав Сушкевич — скворец
  - Григорий Шпигель — воробей
  - Валентина Телегина — скворчиха
  - Всеволод Санаев — коршун
- Актёры, которые озвучивали роли, не указаны в титрах, но перечислены вместе со всей съёмочной группой в Приложении на странице 201 в книге: Фильмы-сказки: сценарии рисованных фильмов. Выпуск 1 (1950).
  - Фильм реставрировался в 2001 году, и в нём уже указаны новые актёры озвучивания. В статье титры приводятся в соответствии с оригинальной версией фильма.

## Награды
- 1950 год — V Международный Кинофестиваль в Карловых Варах — Почётный диплом.[2]

## Переозвучка
В 2001 году отреставрирован и переозвучен (классическая музыка стала синтезаторной), его таким и показывали на некоторых телеканалах в первую очередь: «ДТВ-Viasat», «СТС», «Домашний», «Столица», «Москва. Доверие», «РТР-Планета», «Детский мир», «RTVi», «Детский», «Теленяня», «Бибигон», «TVCi», «Карусель», «Ностальгия», «Радость моя» и «Мультимания». В 2001 году выпускался на DVD. Но сама переозвучка многими подверглась критике, как «антисоветская».
- Ирина Маликова — кукушка
- Владимир Конкин — скворец
- Борис Токарёв — воробей
- Юльен Балмусов — коршун